# Ágnes Esterházy
Ágnes Esterházy (n. 21 ianuarie 1902, Cluj, Austro-Ungaria – d. 4 aprilie 1956, München, RFG) a fost o actriță maghiară de film, care a lucrat în principal în Austria. Ea a apărut în 30 de filme între 1923 și 1943.

## Filmografie
- Young Medardus (1923)
- Nanon (1924)
- The Flight in the Night (1926)
- The Student of Prague (1926)
- The Wooing of Eve (1926)
- Wrath of the Seas (1926)
- Two and a Lady (1926)
- The Beggar Student (1927)
- Chance the Idol (1927)
- The Transformation of Dr. Bessel (1927)
- His Majesty's Lieutenant (1929)
- Father Radetzky (1929)
- Love and Champagne (1930)